# Nueva Concepción (El Salvador)
Nueva Concepción é uma cidade de El Salvador, no departamento de Chalatenango. De acordo com o censo oficial de 2007, tem uma população de 28 625 habitantes.